# Aniquilacionismo
Aniquilacionismo é uma doutrina escatológica que diz que as almas dos pecadores serão aniquiladas após a morte de seus corpos físicos. De acordo com essa visão, no retorno de Jesus Cristo, este ressuscitará todos os mortos, realizará o Juízo Final e, como consequência, os pecadores não arrependidos serão castigados proporcionalmente aos seus pecados sendo, após isso, aniquilados e destruídos para sempre. É seguida entre outras denominações, pelos Anabatistas, e Adventistas (assim como eram os anabatistas, a última é considerada fundamentalista) com o fundamento de que a tortura eterna aos pecadores, defendidas por outras doutrinas, é incompatível com o caráter amoroso e justo do Deus cristão.
Escatologia: 1	doutrina das coisas que devem acontecer no fim do mundo.
Doutrina que trata do destino final do homem e do mundo; pode apresentar-se em discurso profético ou em contexto apocalíptico.
Vi também os mortos, os grandes e os pequenos, postos em pé diante do trono. Então, se abriram livros. Ainda outro livro, o Livro da Vida, foi aberto. E os mortos foram julgados, segundo as suas obras, conforme o que se achava escrito nos livros.
 Deu o mar os mortos que nele estavam. A morte e o além entregaram os mortos que neles havia. E foram julgados, um por um, segundo as suas obras.
 Então, a morte e o inferno foram lançados para dentro do lago de fogo. Esta é a segunda morte, o lago de fogo.
 E, se alguém não foi achado inscrito no Livro da Vida, esse foi lançado para dentro do lago de fogo. Apocalipse 20.12-15 nesse contexto, os aniquilacionistas pregam que todos os impenitentes sucumbirão até serem consumidos e não mais existirão. Quem tiver muitos pecados será queimado por mais tempo do que quem tiver menos pecados (Lucas 12.47-48)
A religião Testemunhas de Jeová apresenta uma modalidade de aniquilacionismo, ao afirmar que alma, vida e corpo são a mesma coisa, logo, a alma é destruída na morte. Portanto, não poderia haver um aniquilamento posterior. A morte seria automaticamente o oposto da vida e o aniquilamento completo, de imediato.